# Kamni Vrh pri Primskovem
Kamni Vrh pri Primskovem – wieś w Słowenii, w gminie Šmartno pri Litiji. W 2018 roku liczyła 4 mieszkańców.